# Ujlaki Dénes
Ujlaki Dénes  (Budapest, 1945. január 20. –) Jászai Mari-díjas magyar színész, érdemes művész.

## Családja és származása
Édesapja a győri születésű dr. Ujlaki Andor (1900–1974), újságíró, édesanyja a söjtöri születésű boldogfai Farkas Irma (1913–1997), a Zala vármegyei nemesi származású boldogfai Farkas család sarja, akinek szülei boldogfai Farkas Dénes (1884–1973), politikus, országgyűlési képviselő, földbirtokos, és szentjánosi Szűcs Mária (1891–1956) voltak. Apai nagyszülei Újlaki Géza (1863–†?), tanító, a Győri hírlap szerkesztője, a győri Kisfaludy Irodalmi Kör alapító tagja és örökös főtitkára, és Huber Margit voltak. 
Újlaki Géza eredetileg 1891. április 11-éig a Wölfl vezetéknevet viselte. Apai dédszülei Wölfl Ferenc (1835–1922), győrszabadhegyi jómódú ácsmester, és Klampfer Terézia (1838–1924) voltak. Ujlaki Dénesnek az anyai nagyapai dédszülei boldogfai Farkas József (1857–1951), politikus, jogász, földbirtokos, a Katolikus Néppárt országgyűlési képviselője, a Zala megyei nemesi pénztár gondnoka, a Zalavármegyei Gazdasági Egyesület tagja, a legitimizmus egyik képviselője Zalában, valamint a lovászi és szentmargitai Sümeghy családból való lovászi és szentmargitai Sümeghy Rozália (1857–1924) asszonyság voltak. Újlaki Dénesnek az anyai nagyanyai dédszülei szentjánosi Szűcs István (1862-1925) huszár alezredes, és szentmártoni Radó Mária (1868-1945) voltak.

## Élete
Ujlaki Dénesnek hányattatott gyermekkora volt, tele nehézségekkel. Édesanyja nemesi származású, édesapja pedig katolikus újságnál dolgozott, emiatt a családot kitelepítették a Hortobágyra és hónapokig tehénistállóban laktak. A színész 14 éves volt, amikor két év börtönre ítélték, miután az iskolából elvitték a rendőrök. „Öt-hat órán keresztül faggattak, mondjam meg, hova törtem be utoljára, kit öltem meg, és mikor akarok disszidálni. Ezután a Gyorskocsi utcába kerültem, ahol kihallgatás kihallgatást ért, majd hónapokig egyedül voltam egy zárkában, és sírtam. Tizennégy évesen államellenes szervezkedés, fegyverrejtegetés és gyilkossági kísérletben való tevékenység miatt első fokon hat, másodfokon három évre ítéltek. Végül kettőt kellett leülnöm"  mesélte egy interjúban a színész, aki a börtön után rátalált hivatására és bár évekkel később megpróbálták III/III-as ügynöknek beszervezni, de nem állt kötélnek. Dénes állítja, a börtön miatt lett más ember, és most boldog, hogy jelenleg Európa egyik legjobb színházában dolgozhat.
A budapesti Nemzeti Színház stúdióját 1969-ben végezte el, majd a debreceni Csokonai Színházhoz szerződött. Játszott a Veszprémi Petőfi Színházban, a győri Kisfaludy Színházban, a Bartók Gyermekszínházban, a Miskolci Nemzeti Színházban, a szolnoki Szigligeti Színházban, 1981-től a budapesti Nemzeti Színház tagja lett. 1982-ben alapító tagként csatlakozott a Katona József Színházhoz.
Jellegzetes hangja számos filmben és rajzfilmben hallható szinkronként.

### Magánélete
Hatodik felesége Judit, gyermekük Gáspár, aki 2009-ben született. Korábbi kapcsolatából van egy lánya és egy fia.

## Színházi szerepei
| - Carlo Gozzi: A szarvaskirály (Brighello) - id. Alexandre Dumas: A három testőr (Porthos) - Bulgakov: Kutyaszív (Fjodor) - Schwajda György: A szent család (a nagyfiam) - Shakespeare: - Ahogy tetszik (Charles) - Julius Caesar (Casca) - Szentivánéji álom (Égeus) - Szeget szeggel (Vincentio) - A vihar (Alonso) - Trolius és Cressida (Agamemnon) - Lear király (Kent) - IV. Henrik (Falstaff - Sok hűhó semmiért (Galagonya) - Bertolt Brecht: Turandot (Fe Csu) - Brecht-Kurt Weill: Háromgarasos opera (Bicska Maxi) - Alfred Jarry: Übü király (Poszomány kapitány) - Gogol: A revizor (rendőrkapitány) - Spiró György: Csirkefej (törzs) - Luigi Pirandello: Az ember, az állat és az erény (Perella) - Frank Wedekind: Lulu (Rodrigo Quast) - Ramón Maria del Valle-Iclán: Lárifári hadnagy felszarvazása (Don Gabino Campero) - John Arden: Élnek, mint a disznók (rendőrmester) - Tadeusz Słobodzianek: A mi osztályunk (Wladek) | - Örkény István: - Kulcskeresők (Fóris) - Tóték (Tót) - Ion Luca Caragiale: Az elveszett levél (Zaharia Trahanache) - Ibsen: A nép ellensége (Morten Kill) - Parti Nagy: Mauzóleum (Rigó János) - Molière: - A fösvény (Anselme) - A mizantróp (a becsületbíróság tisztje) - Molnár Ferenc: - Játék a kastélyban (Lakáj) - Az üvegcipő (Sipos) - N. Richard Nash: Az esőcsináló - Arthur Schnitzler: Távoli vidék (dr. Von Aigner) - Weöres Sándor: - Szent György és a Sárkány (Athanas) - A kétfejű fenevad (Hocher; Korbách; Polgár) - Dosztojevszkij: Az idióta (Jepancsin tábornok) - Szigarjev: Fekete tej (tejesember) - Kukorelly: Élnek még ezek? (Manó bácsi) - Sławomir Mrożek: Tangó (Edek) - Bródy Sándor: A medikus (Adolf) - Presser Gábor:A padlás (Témüller) - Tersánszky-Grecsó: Cigányok (Vendéglős) |

## Filmjei

### Játékfilmek
- 1973 – Harmadik nekifutás
- 1974 – Hajdúk
- 1974 – Amerikai anzix
- 1975 – Az idők kezdetén
- 1978 – Rosszemberek
- 1979 – Égigérő fű
- 1979 – Vasárnapi szülők
- 1980 – Vámmentes házasság
- 1980 – Nárcisz és Psyché
- 1981 – A transzport
- 1981 – Szívzűr
- 1982 – Egymásra nézve
- 1982 – Dögkeselyű
- 1982 – Rohanj velem!
- 1983 – Szerencsés Dániel
- 1983 – Könnyű testi sértés
- 1984 – Veszett kutyák
- 1984 – Uramisten
- 1984 – Játszani kell!
- 1984 – Eszmélés
- 1985 – Falfúró
- 1985 – Szerelem első vérig
- 1985 – A nagy generáció
- 1986 – Csók, anyu!
- 1986 – Visszaszámlálás
- 1986 – Gondviselés
- 1987 – Szerelem második vérig
- 1987 – Szamárköhögés
- 1987 – Doktor Minorka Vidor nagy napja
- 1988 – Kiáltás és kiáltás
- 1989 – Könnyű vér
- 1989 – A halálraítélt
- 1989 – Ismeretlen ismerős
- 1989 – A hecc
- 1990 – Magyar rekviem
- 1991 – Sztálin menyasszonya
- 1991 – Az utolsó nyáron
- 1992 – Roncsfilm
- 1993 – Ördög vigye
- 1993 – Sose halunk meg
- 1994 – Minden úgy van, ahogy van
- 1995 – A fantom ász
- 1995 – A Brooklyni testvér
- 1996 – Mindennapi rémtörténet
- 1996 – Csajok
- 1996 – Szeressük egymást gyerekek!
- 1997 – A világ legkisebb alapítványa
- 1997 – Franciska vasárnapjai
- 1997 – Hosszú alkony
- 1997 – A miniszter félrelép
- 1998 – Szenvedély
- 2000 – Jadviga párnája
- 2001 – Hamvadó cigarettavég
- 2002 – Szerelem utolsó vérig
- 2003 – Az ember, aki nappal aludt
- 2003 – A rózsa énekei
- 2004 – Másnap
- 2005 – Az igazi Mikulás
- 2005 – Rokonok
- 2006 – De kik azok a Lumnitzer nővérek?
- 2007 – Decameron 2007
- 2008 – Nyugalom
- 2008 – Majdnem szűz
- 2008 – Kis Vuk
- 2008 – Tabló – Minden, ami egy nyomozás mögött van!
- 2010 – Halálkeringő
- 2013 – Elment az öszöd
- 2017 – Hetedik alabárdos
- 2021 – Magyar Passió
- 2024 – Emma és a halálfejes lepke
- 2024 – És mi van Tomival?

### Tévéfilmek
| - 1973 – Kincskeresö kisködmön - 1975 – Sztrogoff Mihály - 1975 – Katonák - 1978 – A havasi selyemfiú - 1978 – Krétakör - 1983 – Özvegy és leánya 1-4. - 1983 – Barackvirág - 1983 – Az utolsó futam - 1983 – Szálka, hal nélkül - 1985 – Egy lócsiszár virágvasárnapja - 1985 – Kémeri 1-5. - 1985 – Széchenyi napjai - 1985 – Üvegvár a Mississippin - 1986 – A fantasztikus nagynéni 1-2. - 1987 – Gyilkosság két tételben - 1989 – Margarétás dal - 1989 – Fagylalt tölcsér nélkül - 1990 – Szomszédok - 1990 – Nem érsz a halálodig - 1991 – Tiszazug - 1992 – Szatírvadászat a tölgyfaligetben - 1992 – Kutyakomédiák | - 1993 – Privát kopó - 1993 – Frici, a vállalkozó szellem - 1993 – Glóbusz - 1994 – Feltámadás Makucskán - 1994 – Kisváros - 1994 – Családi kör - 1995 – X polgártárs (Citizen X) - 1996 – Szappanbuborék - 1996 – A becsületes megtaláló - 1997 – A Szórád-ház - 2000 – Valaki kopog - 2006 – A nyugalom - 2007 – Bányató - 2007 – Szuromberek királyfi - 2008 – A Hortobágy legendája - 2008 – Tűzvonalban - 2009 – Hajónapló - 2012 – Munkaügyek - 2020 – Egyszer volt Budán Bödör Gáspár - 2020–2022 – Doktor Balaton - 2024 – Marsra magyar! - 2025 – Pokoli rokonok |

### Rádió
- Shakespeare: A windsori víg nők (Fogadós)
- Lúdas Matyi (Munkavezetõ)
- Tasnádi István: A kőmajmok háza (2014)

## CD-k és hangoskönyvek
- Illyés Gyula: Háromszor hét magyar népmese

## Díjai, kitüntetései
- Magyar Filmkritikusok Díja – Legjobb férfi epizódszereplő (1988)
- Jászai Mari-díj (1990)
- Magyar Filmkritikusok Díja – Legjobb férfi alakítás díja (1998)
- PUKK-díj (2004, 2011, 2022)[17]
- 56-os emlékérem (2010)
- Érdemes művész (2015)
- Máthé Erzsi-díj (2018)[18]